# قائمة فصول هجوم العمالقة

غلاف المجلد الأول من المانغا

هجوم العمالقة هي سلسلة مانغا يابانية يكتبها ويرسمها هاجيمي إيساياما. تقع أحداثها في عالم حيث البشر يعيشون داخل مدن محاطة بأسوار هائلة بسبب العمالقة - وهم مخلوقات شبيهة بالبشر تلتهم بالبشر بدون سبب - والقصة تركز على إرين ييغر وأخته المتبناة ميكاسا أكرمان وصديقهما أرمين أرليرت-القادم يعتبر حرقا لأحداث الحلقة الأولى من الموسم الأول- والذين تغيرت حياتهم للأبد بعد ظهور العملاق الجبار وما تسبب في تدميره لمسقط رأسهم ومقتل أم إرين. إرين توعد بالانتقام ولكي يسترجع العالم من سيطرة العمالقة ينضم هو وميكاسا وأرمين إلى فيلق الاستطلاع، وهم فرع من الجيش ونخبة من الجنود تقاتل العمالقة خارج الأسوار.
بدأت السلسلة في مجلة كودانشا الشهرية بيساتسو شونن في عدد سبتمبر 2009. أول مجلد تانكوبون قد أُصدر في مارس 2010، وحتى أبريل 2018، صُدر 25 مجلدًا. السلسلة قد تحولت إلى مسلسل أنمي عن طريق ويت استوديو لشركة برودكشن آي جي، وعُرضت الحلقة الأولى في 7 أبريل 2013 على م.ب.س. عُرض المسلسل أيضًا على موقعي فنميشن و‌كرانشي رول.

## المانغا

### هجوم العمالقة
| 1. "إليك، 2000 سنة من الآن" (二千年後の君へ ني سين نين-غو نو كيمي إه) 2. "ذاك اليوم" (その日 سونو هي) 3. "ليلة مراسم الانحلال" (解散式の夜 كايسانشيكي نو يورو) 4. "المعركة الأولى" (初陣 أُيجين) |

| 1. "ضوء خافت في وسط اليأس" (絶望の中で鈍く光る زتسُبوه نو ناكا دِه نيبوكو هيكارو) 2. "العالم الذي رأته الفتاة" (少女が見た世界 شوجو غا ميتا سيكاي) 3. "نصل صغير" (小さな刃 تشييسانا يايبا) 4. "زئير" (咆哮 هوه-كوه) 5. "نبض قلب يمكن سماعه" (心臓の鼓動が聞こえる شينزوه نو كودوه غا كيكويرو) |

| - فصل خاص: "القائد ليفي" (リヴァイ兵士長 ريفاي هيشيتشوه) 1. "مكان الذراع اليسرى" (左腕の行方 هيداري-أوده نو يوكوِه) 2. "جواب" (応える كوتايرو) 3. "رمز" (偶像 غوزوه) 4. "جرح" (傷 كيزو) |

| 1. "رغبة بدائية" (原初的欲求 غينشوتكي يوكّيو) 2. "واحد تلو الآخر" (個々 كوكو) 3. "ضرورة" (必要 هيتسُيوه) 4. "أوهام القوة" (武力幻想 بُريوكو غينسوه) 5. "ما الذي يجب فعله الآن؟" (今、何をすべきか إيما، ناني أو سُبيكي كا) |

| - قصة جانبية: "مفكرة إلزي" (イルゼの手帳 إرُزِه نو تتشوه) 1. "لا يزال النظر غير ممكن" (まだ目を見れない مادا مه أو ميرِناي) 2. "فرقة العمليات الخاصة" (特別作戦班 توكوبتسو ساكسِن هان) 3. "فتح البوابة" (開門 كايمون) 4. "تشكيلة اكتشاف العدو بعيدة المدى" (長距離索敵陣形 تشوكيوري ساكتكي جينكيه) |

| 1. "العملاقة الأنثى" (女型の巨人 ميغاتا نو كيوجين) 2. "غابة الأشجار العملاقة" (巨大樹の森 كيودايجو نو موري) 3. "عضة" (噛みつく كاميتسوكو) 4. "الطريق السهل" (好都合な道を كوه-تسوغوه نا ميتشي أو) |

| 1. "إرفين سميث" (エルヴィン・スミス إرُفين سُميسُ) 2. "خيار وتبعاته" (選択と結果 سنتاكو تو كيكّا) 3. "ضربة ساحقة" (鉄槌 تتّسوي) 4. "المهزومون" (敗者達 هايشا-تاتشي) |

| 1. "ابتسامة" (微笑み هوهويمي) 2. "رحمة" (慈悲 جيهي) 3. "السور" (壁 كابِه) 4. "رقصة الجنود" (戦士は踊る سنشي وا أودورو) |

| 1. "العملاق الوحش" (獣の巨人 كيمونو نو كيوجين) 2. "لقد عدت" (ただいま تادايما) 3. "إلى الجنوب الغربي" (南西へ نانسيه إه) 4. "قلعة أوتغارد" (ウトガルド城 أُتوغارُدو-جوه) |

| 1. "جندي" (兵士 هيشي ( 2. "يمير" (ユミル يُميرُ) 3. "هيستوريا" (ヒストリア هيسُتوريا) 4. "محارب" (戦士 سنشي) |

| 1. "العملاق المدرع" (鎧の巨人 يوروي نو كيوجين) 2. "لكمة، رمية، تثبيت" (打・投・極 دا. توه. كيوكو) 3. "الصيادون" (追う者 أوُ مونو) 4. "ثغرة" (開口 كايكوه) |

| 1. "أطفال" (子供達 كودومو-تاتشي) 2. "أحد ما" (誰か دارِه كا) 3. "هجوم" (突撃 توتسُغكي) 4. "صراخ" (叫び ساكِبي) |

| 1. "فرقة ليفي" (リヴァイ班 ريفاي-هان) 2. "كريستا لينز" (クリスタ・レンズ كُريستا رينزُ) 3. "إشارة دخانية" (狼煙 نوروشي) 4. "مكان الهجوم المعاكس" (反撃の場所 هانغِكي نو باشو) |

| 1. "ألم" (痛み إتامي) 2. "ممثلون" (役者 ياكوشا) 3. "السفاح كيني" (切り裂きケニー كيريساكي كيني) 4. "طلقات نارية" (銃声 جوسيه) |

| 1. "روح مهرطق" (外道の魂 غيدو نو تاماشي) 2. "ثقة" (信頼 شينراي) 3. "رد" (回答 كايتو) 4. "خطيئة" (罪 تسومي) |

| 1. "قيود" (鎖 كوساري) 2. "حفلة ترحيب" (歓迎会 كانغيكاي) 3. "أحلام ولعنات" (夢と呪い يومي تو نوروي) 4. "أمنية" (願い نيغاي) |

| 1. "خارج أسوار منطقة أورفود" (オルブド区外壁 أوروبودو-كو غايهيكي) 2. "حاكم الأسوار" (壁の王 كابي نو أو) 3. "أصدقاء" (友人 يوجين) 4. "حلم راودني مرة" (いつか見た夢 إتسوكا ميتا يومي) |

| 1. "المتفرج" (傍観者 بوكانشا) 2. "ليلة عملية استرجاع السور" (奪還作戦の夜 داكان ساكوسن نو يورو) 3. "البلدة حيث بدأ كل شيء" (はじまりの街 هاجيماري نو ماتشي) 4. "أهداف المهمة" (作戦成功条件 ساكوسن سيكو جوكين) |

| 1. "حرب على جبهتين" (二つの戦局 فوتاتسو نو سنكيوكو) 2. "رماح الرعد" (雷槍 رايسو) 3. "العالم الذي رأوه" (彼らが見た世界 كاريرا غا ميتا سيكاي) 4. "هبوط" (光臨 كورين) |

| 1. "اللعبة المثالية" (完全試合 بافيكتو غيمو) 2. "الجنود المجهولون" (名も無き兵士 نا مو ناكي هيشي) 3. "وعد" (約束 ياكوسوكو) 4. "بطل" (勇者 يوشا) |

| 1. "سقوط الفأس" (大鉈 أوناتا) 2. "شمس منتصف الليل" (白夜 بياكويا) 3. "القبو" (地下室 تشيكاشيتسو) 4. "ذلك اليوم" (あの日 أنو هي) |

| 1. "الحدود" (境界線 كيوكايسن) 2. "العملاق المهاجم" (進撃の巨人 شينغيكي نو كيوجين) 3. "اجتماع" (会議 كايغي) 4. "إلى الجانب الآخر من السور" (壁の向こう側へ كابي نو موكوغاوا إي) |

| 1. "الجانب الآخر من المحيط" (海の向こう側 أومي نو موكوغاوا) 2. "محاربوا مارلي" (マーレの戦士 ماري نو سينشي) 3. "قطار منتصف الليل" (闇夜の列車 ياميو نو ريشا) 4. "الصبي داخل السور" (壁の中の少年 كابي نو ناكا نو شانين) |

| 1. "كاذب" (つき嘘 أوتسوكي) 2. "بوابة الأمل" (希望の扉 كيبو نو توبيرا) 3. "من يد إلى أخرى " (手から手へ تي كارا تي إ) 4. "أنا سعيد" (よかったな يوكاتّا نا) |

| 1. "ظلّ مُذنب" (疾しき影 ياماشيكي كاجيه) 2. "إعلان الحرب" (宣戦布告 سِينسين فوكوكو) 3. "عملاق مطرقة الحرب" (戦槌の巨人 سينتسوي نُو كْيوجين) 4. "فوات الأوان" (後の祭り أتو نو متسوري) |

| 1. #"اعتداء" (強襲 كيوشيو) 2. "المنتصرون" (勝者 شاوشا) 3. "المُغتال" (凶弾 كيودان) 4. "المُتطوعون" (義勇兵 غاييُوهِيْ) |

#### الفصول التي ليست في مجلدتانكوبون:
1. "زائر" (来客  رايكياكو؟)
2. "حجة مرضية" (正論 سيرون؟)
3. "قادة" (導く者 ميتشيبيكو مونو؟)
4. "مزيف" (偽り者 إيتسواري مونو؟)

هذه القائمة غير المكتملة يتم تحديثها باستمرار لتشمل آخر المعلومات الجديدة

### الثانوية
هجوم العمالقة: الثانوية (進撃!巨人中学校 شينغيكي! كيوجين تشوغاكو) هي مانغا ساخرة يكتبها ويرسمها ساكي ناكاغاوا، وتصدر في مجلة بيساتسو شونن منذ عدد مايو 2012. أول مجلد تانكوبون قد أُصدر في 9 أبريل 2013، وحتى 9 ديسمبر 2015، قد أُصدر 9 مجلدات.
| م. | تاريخ الإصدار الياباني | ردمك الياباني          |
| -- | ---------------------- | ---------------------- |
| 1  | 9 أبريل 2013           | ISBN 978-4-06-384841-0 |
| 2  | 9 أغسطس 2013           | ISBN 978-4-06-394903-2 |
| 3  | 9 ديسمبر 2013          | ISBN 978-4-06-394979-7 |
| 4  | 9 أبريل 2014           | ISBN 978-4-06-395046-5 |
| 5  | 8 أغسطس 2014           | ISBN 978-4-06-395143-1 |
| 6  | 9 ديسمبر 2014          | ISBN 978-4-06-395254-4 |
| 7  | 9 أبريل 2015           | ISBN 978-1-63236-113-4 |
| 8  | 7 أغسطس 2015           | ISBN 978-4-06-395445-6 |
| 9  | 9 ديسمبر 2015          | ISBN 978-4-06-395550-7 |
| 10 | 8 أبريل 2016           | ISBN 978-4-06-395637-5 |
| 11 | 9 أغسطس 2016           | ISBN 978-4-06-395721-1 |

### قبل السقوط
هجوم العمالقة: قبل السقوط (進撃の巨人 Before the fall) هي سلسلة مانغا فرعية يرسمها ساتوشي شيكي، مقتبسة من سلسلة الروايات الخفيفة سابقة للأحداث والتي تحمل نفس الاسم كتبها ريو سوزوكازي. بدأت السلسلة في شونن سيريوس الشهرية منذ أغسطس 2013. أول مجلد تانكوبون قد أُصدر في 9 ديسمبر 2013، وآخر مجلد حتى الآن قد أُصدر في 8 ديسمبر 2017.
| م. | تاريخ الإصدار الياباني | ردمك الياباني          |
| -- | ---------------------- | ---------------------- |
| 1  | 9 ديسمبر 2013          | ISBN 978-4-06-376439-0 |
| 2  | 9 أبريل 2014           | ISBN 978-4-06-376460-4 |
| 3  | 8 أغسطس 2014           | ISBN 978-4-06-376486-4 |
| 4  | 9 ديسمبر 2014          | ISBN 978-4-06-376515-1 |
| 5  | 9 أبريل 2015           | ISBN 978-4-06-376537-3 |
| 6  | 7 أغسطس 2015           | ISBN 978-4-06-376564-9 |
| 7  | 9 ديسمبر 2015          | ISBN 978-4-06-376590-8 |
| 8  | 8 أبريل 2016           | ISBN 978-4-06-390619-6 |
| 9  | 9 أغسطس 2016           | ISBN 978-4-06-390641-7 |
| 10 | 9 ديسمبر 2016          | ISBN 978-4-06-390667-7 |
| 11 | 7 أبريل 2017           | ISBN 978-4-06-390696-7 |
| 12 | 9 أغسطس 2017           | ISBN 978-4-06-390725-4 |
| 13 | 8 ديسمبر 2017          | ISBN 978-1-63236-536-1 |

### لا أسف
| 1. "أجنحة الحرية" (自由の翼 جيو نو تسوباسا) 2. "سهم واحد" (一矢 إيشي) 3. "... من الثورة" (変革の… هنكاكو نو...) 4. "دليل" (証明 شوميه) - فصل زائد: "فصل تمهيدي" (プロローグ بوروروغو) |

| 1. قلوب (心臓 شينزو) 2. كائنات حية (生き物 إكيمونو) 3. أولئك الثلاثة (3人 سان نين) 4. خيارات (選択 سنتاكو) |

### سخرية العمالقة
| م. | تاريخ الإصدار | ردمك               |
| -- | ------------- | ------------------ |
| 01 | 8 أغسطس 2014  | ISBN 9781632364081 |
| 02 | 9 أبريل 2015  | ISBN 9781632364098 |

### الفتاتان الضائعتان
| الفصل الأول: وداعًا يا سور سينا 1. كارلي ستراتمان (カーリー・ストラットマン كاري ستوراتومان) 2. واين آيسنر (ウェイン・アイズナー وين أيزونا) 3. والد ولو (ウオルド&ルー أورودو & رو) 4. كودروان (コデロイン) 5. آني ليونهارت (アニ・レオンハート آني ريونهاتو) |

| الفصل الثاني: ضائعة في العالم القاسي 1. إرين ييغر (エレン・イェーガー إرين ييغا) 2. شيغانشينا (シガンシナ) 3. الطائرة (ひこうき) 4. الطائرة (鏡男) الفصل الثالث: الفتاتان الضائعتان |